# テオドール・アイケ
テオドール・アイケ（ドイツ語: Theodor Eicke, 1892年10月17日 - 1943年2月26日）は、ドイツの軍人。国家社会主義ドイツ労働者党（ナチ党）の組織親衛隊（SS）の戦闘部隊武装親衛隊（Waffen-SS）の将軍。親衛隊における最終階級は親衛隊大将及び武装親衛隊大将（SS-Obergruppenführer und General der Waffen-SS）。
第二次世界大戦において第3SS装甲師団「髑髏」の師団長を務めた。また戦前にはナチスの全強制収容所を監督する強制収容所監視官の地位にあった。

## 生涯

### ナチ党入党まで

#### 生い立ち
ドイツ帝国の直轄州エルザス＝ロートリンゲン（Reichsland Elsaß-Lothringen）のうちロートリンゲン地方（現在のフランス領ロレーヌ）のフーディンゲン (Hudingen, 現在のアムポン、Hampont) で生まれた。都市ザルツブルク（現在のシャトー・サラン、Château-Salins）に近い場所である。父はハインリヒ・アイケ（Heinrich Eicke）。母はその妻ジョセフィーナ（Josefina）。11人兄弟の末っ子だった。父ハインリヒは駅長であったが、家庭は中産階級より下のレベルだった。
アイケはフーディンゲンの小学校（Volkschule）を出た後、実科学校（Realschule）へ進んだが、17歳の時にこの学校を辞めた。

#### 第一次世界大戦
1909年から1913年にかけてランダウとプファルツを基地にしていたバイエルン王国軍第23歩兵連隊に志願兵として入隊した。1913年から1914年にかけてはバイエルン第3騎兵連隊に配属され、主計官見習（Zahlmeister Aspirant）になった。
1914年に第一次世界大戦が始まったのち、1914年から1916年にかけてバイエルン第22歩兵連隊、さらに1916年から1917年にかけてバイエルン第2歩兵砲兵連隊、1917年から1919年にかけて第2バイエルン軍団第6機関銃中隊に配属された。主計官としての勤務であり、1916年に下級主計官（Unterzahlmeister）に昇進した。また、大戦中に二級鉄十字章を授与されている。
大戦初期の1914年12月26日に義姉妹のベルタ・シュヴェーベル（Bertha Schwebel）と結婚した。

#### 第一次大戦後
戦後、1919年3月1日に除隊したが、次の仕事が見つからず、1919年3月から9月にかけてイルメナウの単科大学（Hochschule）で工学技術を学んだ。しかし経済的理由と過激な政治活動のために大学を追われた。
アイケは警察官を目指し、1919年12月から1920年7月にかけてイルメナウ警察の情報関係の仕事の補助員をし、1920年7月から1921年にかけてコトブスの都市警察学校(Schutzpolizeischule)に在学し、警部（Polizeikommissar）の試験にも「優」の成績で合格していたが、ヴァイマル共和政打倒を目指す過激な政治的デモに参加したため、警察当局から任官を拒否された。続いてヴァイマールの都市警察やゾーラウ（Sorau）の刑事警察などでも働いたが、いずれも同様の理由で短期間で解雇されている。この後、ルートヴィヒスハーフェン警察で1921年から1923年まで働いたが、やはり反ヴァイマル共和制活動を理由にして解雇されている。
警察を諦めたアイケは、1923年2月1日からルートヴィヒスハーフェンのIG・ファルベン社に入社した。この会社では早々に出世し、1925年には同社の情報調査部の部長代理に就任し、産業スパイの摘発の仕事にあたった。アイケが警察に逮捕される1932年3月6日までこの職を務めている。

### ナチ党・親衛隊
1928年8月2日に突撃隊（SA）に入隊した。続いて12月1日に国家社会主義ドイツ労働者党（ナチ党）に入党している（党員番号114,901）。1930年7月29日に突撃隊から親衛隊へ移籍した（親衛隊隊員番号2,921）。しかし1932年3月6日、アイケは政敵に対するテロを狙って爆弾を製造したとされて警察に逮捕された。7月7日にバイエルンの裁判所から二年の懲役刑判決を受けたが、バイエルン法相フランツ・ギュルトナーの介入があり、仮釈放されてイタリアへと逃れた。
ナチ党政権誕生後の1933年3月にドイツへ戻ったが、折り合いの悪かったプファルツ大管区指導者ヨーゼフ・ビュルケルの命令で逮捕され、3ヶ月間ほどヴュルツブルクの精神病院へ送られることとなった。しかし1933年6月末に親衛隊全国指導者ハインリヒ・ヒムラーが病院から彼を救い出し、ミュンヘン郊外のダッハウ強制収容所の所長職を彼に与えた。

#### 長いナイフの夜
1934年6月30日に長いナイフの夜事件の粛清で突撃隊 (SA) 幕僚長エルンスト・レームが逮捕されてミュンヘンのシュターデルハイム刑務所(Justizvollzugsanstalt München in der Stadelheimer Straße)に投獄された。7月1日、総統アドルフ・ヒトラーはダッハウの所長だったアイケに対してレームの処刑を命じた。アイケは部下のダッハウ副所長ミヒャエル・リッペルトを引き連れて、シュターデルハイム刑務所のレームの独房を訪れ、ヒトラーの指示に従って「レーム逮捕」を報じるナチ党機関紙『フェルキッシャー・ベオバハター』紙と自決用の一発だけ弾の入った拳銃を置いて独房から立ち去った。しかしいつまで銃声がしないため、アイケ達は再度レームの独房に戻った。アイケはリッペルトにレームを撃つよう命じ、リッペルトがレームに向けて2発発砲した。撃たれたレームが床に倒れながら「我が総統…。」と述べたのに対してアイケは「貴方はもっと早くそれを言うべきだった…。」と返したという。レームにはまだ息があったので、もう一発胸に撃ち込んで殺害した（とどめを刺したのがアイケ・リッペルトのどちらであるかは不明）。

#### 親衛隊髑髏部隊指揮官
長いナイフの夜事件後の1934年7月4日、ヒムラーはアイケを全強制収容所の総監を行う強制収容所監視官(Inspekteur der Konzentrationslager)に任じられ、また強制収容所監視部隊の司令官となった。この部隊は「髑髏部隊」と通称されていたが、1936年に正式に親衛隊髑髏部隊(SS-Totenkopfverbände)の名称が与えられ、アイケは親衛隊髑髏部隊総監(Generalinspekteur der SS-Totenkopfverbände)の肩書を得た。
アイケは全国に散らばっていた強制収容所をダッハウ強制収容所、ザクセンハウゼン強制収容所、ブーヘンヴァルト強制収容所、リヒテンブルク強制収容所(de:KZ Lichtenburg)に集中統合させた。また親衛隊髑髏部隊の拡張を図り、当初大隊編成だった親衛隊髑髏部隊を1937年4月に3つの髑髏連隊へ再編成させた。さらに翌1938年にオーストリア併合があるとオーストリアの強制収容所の警備部隊として4番目の髑髏連隊を設立している。
アイケは自らが「反社会的」な経歴を持っていたためか、髑髏部隊隊員を「反社会的」な者まで広く採用した。無学な農場労働者や失業者の他、不平分子、ごろつきなどからも次々と採用された。彼らは自らを拾ってくれたボスのアイケの命令にだけ従い、親衛隊の規律などほとんど気に留めなかったという。アイケが軍隊的な物を嫌っていたこともあり、親衛隊髑髏部隊は親衛隊の中でも特殊な存在となっていった。
アイケは髑髏部隊員たちに囚人には厳しく接するよう常に訓示していた。後にアウシュヴィッツ強制収容所所長となるルドルフ・フェルディナント・ヘスも「国家の敵に憐れみを持つ者はSSに値しない。そういう弱い者は我が隊ではなく修道院へ閉じこもればよい。我が隊が用がある者は情け容赦なく命令を遂行する者だけだ。髑髏の徽章は伊達で付けているのではない。」というアイケの訓示を受けたと述べている。一方でヴィルヘルム・フリックが大臣を務めるドイツ内務省は　SSの行き過ぎを常に警戒しており、また保安警察長官ラインハルト・ハイドリヒも強制収容所経営権を狙って強制収容所で行われる囚人虐待に目を光らせていたため、一応アイケも1937年2月に囚人虐待の禁止命令を出している。
アイケは第二次世界大戦開戦で出征するまでハインリヒ・ヒムラーの直属的立場を維持し続け、強制収容所を自律的に運営し続けた。

#### 武装SS「髑髏」師団長

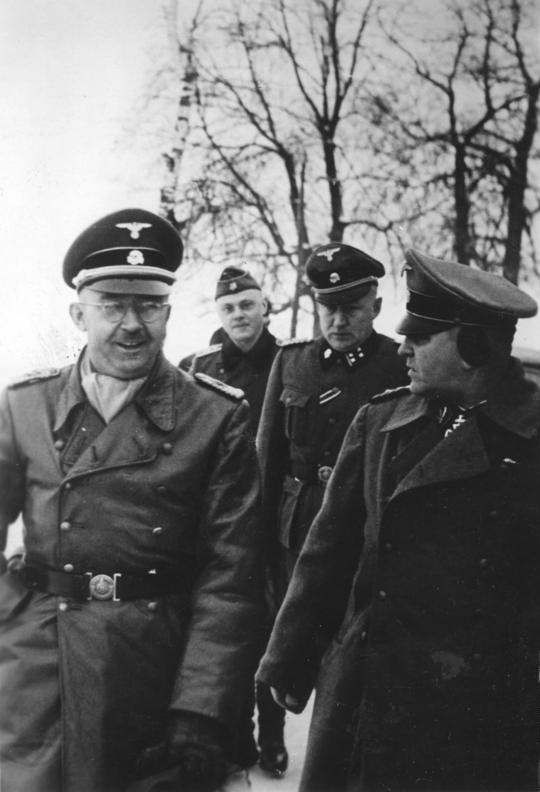
1942年1月、東部戦線の前線視察に訪れた親衛隊全国指導者ハインリヒ・ヒムラー（左）と話すアイケ（右）

第二次世界大戦開戦後の1939年10月、アイケは髑髏部隊の連隊をまとめて武装親衛隊の師団とするよう命令を受けた。こうして1939年11月1日に髑髏部隊連隊と一部の強化警察部隊を元にして「髑髏」師団（トーテンコップ師団）を編成し、アイケは師団長となった。なお強制収容所監視官の任務はリヒャルト・グリュックスに譲っている。
アイケ率いる髑髏師団は、ダッハウで訓練を開始し、ヘルマン・ホト大将の第15装甲軍団やエヴァルト・フォン・クライスト大将の第1装甲軍などに配属され、西方電撃戦に参加した。セーヌ川の渡河地点を占領し、ロワール川の橋頭堡を奪取する活躍をする。しかし、5月27日には指揮下のトーテンコップ第2連隊が、イギリス軍捕虜100名弱を銃殺する事件も起こしている。また勇戦した髑髏師団はフランス戦で多くの捕虜をとらえていたが、それが英仏の植民地から連れてこられた有色人種（アフリカ系やアラブ系等)の兵士であった時には多くの場合、捕虜にすることを拒んでその場で射殺させている。
翌1941年にはソ連への奇襲攻撃「バルバロッサ作戦」でヴィルヘルム・フォン・レープ元帥率いる北方軍集団の配下で戦う。1942年2月8日、トーテンコップフ師団を含む6個師団が、デミャンスクでソ連軍に包囲された時、アイケの決然とした統率力により最後まで持ちこたえたことから、第16軍のエルンスト・ブッシュ上級大将から高い評価を受ける。しかしこの戦いのために髑髏師団の兵士は8割が死傷した。生存兵達は1942年10月下旬に撤退し、フランスへ送られて再編成に入った。その後1943年2月まで師団とともにフランスにあった。
1943年2月初め、エーリヒ・フォン・マンシュタイン元帥の南方軍集団に加わって東部戦線に復帰した。しかし第三次ハリコフ攻防戦開戦直後、オリョール近郊を偵察飛行中に搭乗していたFi 156を撃墜され、戦死した。

## 人物
- アイケは、荒っぽく冷淡な性格であったが、その経歴を考えると意外なほど戦闘指揮能力が高く、部下からは「パパ」の愛称で親しまれていた。

- 身長は173センチだった[7]。

## キャリア

### 階級
- 1928年8月28日、突撃隊曹長（SA-Truppführer）
- 1930年7月29日、親衛隊二等兵（SS-Mann）
- 1930年8月20日、親衛隊曹長（SS-Truppführer）
- 1930年11月27日、親衛隊少尉（SS-Sturmführer）
- 1931年2月15日、親衛隊少佐（SS-Sturmbannführer）
- 1931年11月15日、親衛隊大佐（SS-Standartenführer）
- 1932年10月21日、親衛隊上級大佐（SS-Oberführer）
- 1933年4月3日、親衛隊二等兵（SS-Mann）（降格）
- 1933年6月26日、親衛隊上級大佐（SS-Oberführer）（復帰）
- 1934年1月30日、親衛隊少将（SS-Brigadeführer）
- 1934年7月11日、親衛隊中将（SS-gruppenführer）
- 1939年11月14日、親衛隊特務部隊中将（Generalleutnant der Verfügungstruppe）
- 1942年4月20日、親衛隊大将及び武装親衛隊大将（SS-Obergruppenführer und General der Waffen-SS）[8]

### 受章
- 鉄十字勲章
  - 1914年版二級鉄十字勲章（第一次世界大戦中）
    - 1939年版二級鉄十字章略章（1940年5月26日）

  - 1939年版一級鉄十字勲章（1940年5月31日）
  - 騎士鉄十字勲章（1941年12月26日）
    - 柏葉章（1942年4月20日）
- 戦傷章
  - 銀章（1941年）
- 1941年/1942年冬季東部戦線従軍メダル（Medaille Winterschlacht im Osten 1941/42）（1942年）
- 1938年3月13日記念メダル
- 1938年10月1日記念メダル
- バイエルン軍功十字章（Bayerische Militärverdienstkreuzes）
  - 三級（第一次世界大戦中）
  - 二級（第一次世界大戦中）
- ブラウンシェヴァイク戦争功労十字章（Braunschweigisches Kriegsverdienstkreuz）
  - 二級（第一次世界大戦中）
- 名誉十字章
  - 前線戦士章（1934年）
- 親衛隊名誉リング（1937年12月1日）
- 親衛隊全国指導者名誉長剣（1937年12月1日）
- 黄金ナチ党員バッジ（1940年1月30日）
- SAスポーツバッジ（SA-Sportabzeichen）
  - 銅章
- 勤続章（de:Dienstauszeichnung）
  - ナチ党勤続章（Dienstauszeichnung der NSDAP）
    - 銅章
    - 銀章

  - 親衛隊勤続章（SS-Dienstauszeichnung）[8]